# 帕埃萨纳
帕埃萨纳（義大利語：Paesana），是意大利库内奥省的一个市镇。总面积58平方公里，人口2916人，人口密度50.3人/平方公里（2009年）。ISTAT代码为004157。